# Poecopa
Poecopa là một chi bướm đêm thuộc họ Noctuidae.

## Loài
- Poecopa mediopuncta Bowden, 1956